# Eric Sundin
Eric Olof Sundin, född 26 augusti 1900 i Arbrå, död 22 februari 1975 i Hälsingtuna, var en svensk företagsledare och uppfinnare.
Eric Sundin var son till hemmansägaren Olov Sundin och Britta Eriksson i Arbrå i Hälsingland. Han studerade vid folkhögskolan i Bollnäs och återkom sedan till faderns hemman, där han började tillverka skidor i en bod. Sedan boden brunnit upp flyttade han till Hudiksvall 1927 och grundade där sitt skidtillverkningsföretag. 1932 hade han så många beställningar att han kunde starta en fabrik och inköpte senare också Barnängens kemiska fabrikers lokaler. Till en början tillverkade han skidor i björk, men fortsatte sedan med laminat av hickory och lignostone.
Det var för att underlätta skidtillverkningen som Sundin uppfann hydrauliska lyftkranar för timmer. Detta avknoppades till en egen verksamhet, Hiab (Hydrauliska Industri AB). Hans nästa stora uppfinning, en förfining av den förra, var en lyftkran som drevs av en lastbil och som kom att användas inom skogsindustrin. Vid företaget Sunfab använde han sina hydrauliska uppfinningar till pumpar och motorer. Skidtillverkningen upphörde 1989, men Hiab och Sunfabs verksamheter lever vidare.
Eric Sundin drog sig tillbaka 1965. Han var finländsk vicekonsul i Hudiksvall från 1957. Han var riddare av Vasaorden.